# 山内雅喜
山内 雅喜（やまうち まさき、1961年1月11日- ）は、日本の実業家、ヤマトホールディングス株式会社会長。長野県出身。

## 経歴
- 長野県長野高等学校卒業。テニス部に所属し、ダブルスで長野県大会において優勝歴がある[1]。
- 1984年4月 - 金沢大学文学部卒業、ヤマト運輸株式会社入社。
- 2003年10月 - ヤマトホームコンビニエンス株式会社取締役事業戦略室長。
- 2004年6月 - ヤマトホームコンビニエンス株式会社常務取締役事業戦略室長。
- 2005年4月 - ヤマト運輸執行役員東京支社長。
- 2005年10月 - 同社執行役員人事総務部長。
- 2007年6月 - ヤマトホールディングス株式会社執行役員。
- 2008年4月 - ヤマトロジスティクス株式会社代表取締役社長。
- 2011年4月 - ヤマト運輸株式会社代表取締役社長執行役員。
- 2011年6月 - ヤマトホールディングス株式会社取締役執行役員。
- 2015年4月 - ヤマトホールディングス株式会社代表取締役社長・社長執行役員兼ヤマト運輸株式会社取締役
- 2019年4月 - ヤマトホールディングス株式会社取締役会長[2]
- 2020年6月 - パーソルホールディングス株式会社取締役[3]
- 2022年6月 - ヤマトホールディングス株式会社特別顧問[3]、株式会社りそなホールディングス取締役[3]
- 2023年6月 - セイコーエプソン株式会社取締役[3]